# Liang Soon Hin
Liang Soon Hin (ur. 13 lutego 1944) – malezyjski zapaśnik walczący w stylu wolnym. Olimpijczyk z Tokio 1964, gdzie zajął dwudzieste miejsce w wadze muszej.

## Letnie Igrzyska Olimpijskie 1964
| Konkurencja      | Rundy eliminacyjne            | Rundy eliminacyjne        | Klas. końcowa |
| Konkurencja      | Przeciwnik I                  | Przeciwnik II             | Miejsce       |
| ---------------- | ----------------------------- | ------------------------- | ------------- |
| 52 kg styl wolny | Atanasios Zafiropulos (GRE) P | Ali Akbar Hejdari (IRI) P | 20.           |